# Eudem (metge)
|  | Aquest article tracta sobre un metge grec anterior a Galé. Si cerqueu altres metges anomenats així, vegeu «Eudem». |

Eudem (en llatí Eudemus, en grec Εὔδημος) fou un metge grec o d'origen grec. És esmentat per Galè a De Compositione Medicamentorum secundum Locos, 9.5, vol. 13. p. 291), i a de Antidotus (2.14, vol. 14. p. 185). Ateneu de Naucratis també en parla i alguns altres autors, del que es desprèn que fou un metge de certa rellevància.